# Ломњице на Попелки
Ломњице на Попелки (чеш. Lomnice nad Popelkou) град је у Чешкој Републици. Град се налази у управној јединици Либеречки крај, у оквиру којег припада округу Семили.

## Становништво
Према подацима о броју становника из 2014. године град је имао 5.617 становника.